# Billy Drewes
William „Billy“ Drewes (* 1. Oktober 1952 in New York City) ist ein US-amerikanischer Jazzsaxophonist, -klarinettist und -flötist.

## Leben und Wirken
Drewes studierte ab 1970 am Berklee College of Music. Er arbeitete in dieser Zeit mit Tony Bennett, Gary Burton und dem Boston Symphony Orchestra und trat mit eigenen Bands auf. Erste Aufnahmen entstanden 1974, als er in der Bigband von Bobby Paunetto spielte. Nach seiner Rückkehr nach New York 1975 wurde er Mitglied der Bands von Lionel Hampton und Eddie Palmieri und tourte mit Woody Herman.
In den 1980er Jahren wurde er Mitglied von Paul Motians Band, der zu der Zeit auch Joe Lovano und Bill Frisell angehörten. Ferner entstanden Aufnahmen mit Kenny Werner, Mel Lewis Jazz Orchestra, Harvie Swartz und Bill Frisell. Er tourte mit der Band durch die USA und Europa und spielte auf dem Album Psalm. Danach arbeitete er mit Michael Bocian und mit Lyle Mays, mit denen er bei Konzerten auftrat und Alben aufnahm. Außerdem arbeitete er mit Nikolais Dance Company und dem Alvin Ailey Dance Theater.
In den 1990er Jahren war Drewes Mitglied des Thad Jones/Mel Lewis Orchestra und gehört heute dem nachfolgenden Vanguard Jazz Orchestra an, mit dem er das mit einem Grammy ausgezeichnete Album Monday Night Live at the Vanguard aufnahm. Weitere musikalische Partner waren Rez Abbasi, Herbie Hancock, Eddie Gomez, Randy Brecker, John Scofield, Christopher Dell, Toninho Horta, John Abercrombie, Fred Hersch, Myriam Alter, Tino Derado, Rosa Passos/Ron Carter, Kendra Shank und Peter Erskine.
Ab den 2000er-Jahren arbeitete Drewes weiterhin mit Musikern wie Jim McNeely, Dave Ballou, Steve LaSpina, Mark Soskin, Joe Lovano, Simon Shaheen, Kendra Shank, Andy LaVerne, Anat Cohen, David Berkman, Jay Anderson und mit Mike Holober & The Gotham Jazz Orchestra (Hiding Out, 2019).  Mit Gary Versace, Bassist Scott Lee und Drummer Jeff Hirschfield bildet er das Quartett Cloning America, das 2011 das Album For Which It Stands vorlegte. Im Bereich des Jazz war er laut Tom Lord zwischen 1974 und 2019 an 111 Aufnahmesessions beteiligt, zuletzt mit Duduka Da Fonseca & Helio Alves. 2018 wirkte er bei David Berkmans Album Six of One mit.

## Diskographische Hinweise
- Duets mit Kenny Werner, 1996
- The Medicine Show mit Jamey Haddad, 2005
- Dick Oatts / Billy Drewes / Walt Weiskopf Jam Session, Vol. 18, 2006
- Cloning Americana: For Which it Stands (Sunnyside, 2010)
- Under One Sun (Oberlion, 2016), Bigband
- Mike Holober & The Gotham Jazz Orchestra: This Rock We’re On: Imaginary Letters (Palmetto, 2024)